# Giovanni Saldarini
Giovanni kardinál Saldarini (11. prosince 1924 – 18. dubna 2011) byl italský římskokatolický kněz, arcibiskup Turína, kardinál.

## Životopis
Kněžské svěcení přijal 31. května 1947, poté přednášel v semináři ve Vanegano. Vykonával funkci biskupského a generálního vikáře v Miláně. V září 1983 se zde stal kanovníkem metropolitní kapituly.
Dne 10. listopadu 1984 byl jmenován pomocným biskupem Milána, biskupské svěcení přijal 7. prosince téhož roku. 31. ledna 1989 ho papež Jan Pavel II. jmenoval arcibiskupem Turína a při konzistoři 28. června 1991 ho jmenoval kardinálem. Po dosažení kanonického věku podal 19. června 1999 rezignaci, jeho nástupcem v čele turínské arcidiecéze se stal Severino Poletto.